# Míchel Salgado
Miguel Ángel "Míchel" Salgado Fernández (As Neves, 22 de outubro de 1975) é um ex-futebolista espanhol que atuava como lateral-direito.
Por conta do seu estilo de jogo agressivo e muitas vezes violento, o atleta costumava ser alvo de críticas. Em 1998, quando defendia o Celta de Vigo, em jogo contra o Atlético de Madrid, chegou a quebrar a perna do meio-campista Juninho Paulista — acabando com as pretensões do brasileiro em disputar a Copa do Mundo daquele ano.

## Carreira
Míchel Salgado iniciou sua carreira profissional em 1995, no Celta de Vigo, fazendo sua estreia contra o Real Madrid, onde sua equipe perdeu por 4 a 0. Em 1996, foi emprestado ao Salamanca, retornando ao Celta de Vigo em 1997 e, permanecendo no clube até 1999, ano em que se transferiu ao Real Madrid. No clube madrilenho, o jogador ficou até 2009, quando rescindiu seu contrato no dia 4 de agosto, que duraria por mais uma temporada, indo jogar no Blackburn Rovers, da Inglaterra.
Após a aposentadoria, aceitou jogar a última rodada do Clausura do Campeonato Panamenho de 2017–18 pelo Independiente.

### Seleção Nacional
Pelas Seleções de base da Espanha, Míchel Salgado jogou na Sub-18, Sub-19, Sub-20 e Sub-21, conquistando pela última citada, o Campeonato Europeu da categoria em 1998.
Pela Seleção principal, o atleta disputou a Eurocopa de 2000 e a Copa do Mundo de 2006.

### Jogos pela Seleção Espanhola
| Espanha | Espanha | Espanha |
| Ano     | Jogos   | Gols    |
| ------- | ------- | ------- |
| 1998    | 3       | 0       |
| 1999    | 9       | 0       |
| 2000    | 5       | 0       |
| 2001    | 0       | 0       |
| 2002    | 5       | 0       |
| 2003    | 10      | 0       |
| 2004    | 8       | 0       |
| 2005    | 8       | 0       |
| 2006    | 5       | 0       |
| Total   | 53      | 0       |

## Títulos
Real Madrid
- Liga dos Campeões da UEFA: 1999–00 e 2001–02
- La Liga: 2000–01, 2002–03, 2006–07 e 2007–08
- Supercopa da Espanha: 2001, 2003 e 2008
- Supercopa da UEFA: 2002
- Copa Intercontinental: 2002

Espanha Sub-21
- Campeonato Europeu Sub-21: 1998